# 콩카비스피나

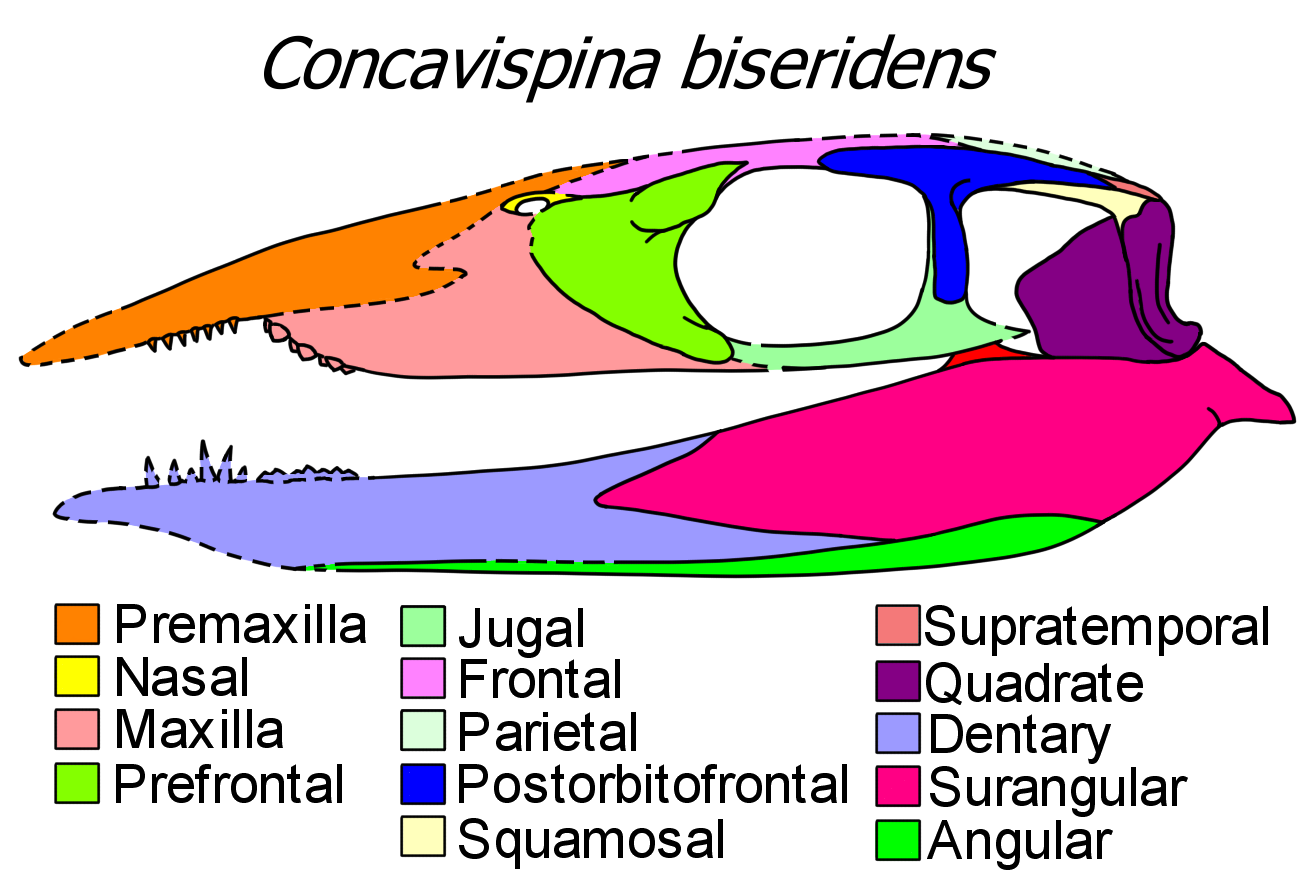

콩카비스피나(학명:Concavispina biseridens)는 기룡목 탈라토사우루스과에 속하는 기룡이다. 지금은 멸종된 종으로서 전체적인 몸길이가 4~6m인 거대한 기룡에 속한다.

## 특징
콩카비스피나는 중국 남부 구이저우시 광링의 후기 트라이아스기(카르니아기) 샤오와 포메이션 초기부터 멸종된 탈라토사우루스 파충류 속이다. 단일종인 콩카비스피나비제리덴스를 함유하고 있다. 그것은 거의 완전한 364cm 길이의 골격인 홀형 ZMNH M8804에서만 알려져 있다. 콩나비나는 등뼈(뒷면) 척추에 있는 각 신경 척추의 등측 여백에 V자 모양의 노치와 맥실라(위턱뼈)의 앞쪽에 2열로 뭉툭한 치아를 가지고 있어 다른 탈라토룡과 구별할 수 있다. 콩카비스피나는 "등뼈"를 의미하고 바이세리덴은 "이빨의 두 줄"을 의미하기 때문에 그것의 일반적이고 구체적인 명칭은 모두 이러한 자포모르피(특유한 특징)를 가리킨다. 두 세자는 모두 앞쪽 끝에서 위쪽으로 구부러진 맥실라, 팔꿈치 근처보다 어깨 부근이 넓은 상완골(상완골)과 경추(목뼈) 5개 미만의 존재 등 3개의 파생 문자를 공유하기 때문에 신푸사우루스와 가장 밀접한 관계가 있다고 생각된다. 콩카비나는 큰 두개골, 짧은 목, 짧은 팔다리와 긴 꼬리를 가지고 있다.ZMNH M8804는 364 센티미터(11.94 ft) 길이로 콩카비스피나 바이세리덴스가 미오덴토사우루스 브레비스 다음으로 긴 탈라토사우루스(talattosaurus brevis)가 된다.그것은 어떤 탈라토사우루스과의 가장 큰 두개골을 가지고 있다. 그 두개골은 50센티미터(20년) 길고 몸통의 길이이다. 콩카비스피나는 경추 5개 미만의 경추로 그 가슴 거들이 두개골에 매우 가까이 있다. 꼬리 끝은 보존되지 않지만 114개의 꼬리나 꼬리 척추뼈가 존재한다. 그 꼬리가 몸의 길이의 대부분을 차지한다. 각 척추에서 뻗어나가는 긴 신경 가시와 수세미로 인해 횡방향으로 압축된다. 반경, 척골, 섬유, 경골(각각 하부 전완골과 후완골을 구성하는 뼈)은 상완골과 대퇴골(상완골과 후완골을 이루는 뼈)에 비해 매우 짧고 넓다. 손목뼈와 타르살뼈는 약하게 발달되어 있다. 모든 탈라토사우루스처럼 콩카비스피나는 아마도 길쭉한 몸의 횡방향 굴절이나 좌우 이동에 의해 헤엄치는 해양 파충류였다. 사지가 너무 짧아서 많은 추진력을 제공하지는 못했다. 콩카비나는 아마도 가장 가까운 상대인 신푸사우루스만큼 강한 수영선수는 아니었을 것이다. 왜냐하면 그것은 V자 모양의 노치를 가진 짧은 신경 가시를 가지고 있기 때문이다. 그것은 M. 반소피날리스 근육(대부분 파충류에서 꼬리 윗부분을 따라 있는 주근육)이 닻을 내릴 수 있는 표면적을 줄였을 것이다. 꼬리는 신푸사우루스보다 콩카비스피나에서도 키가 작다. 콩카비스피나와 신푸사우루스 둘 다 턱 앞쪽에 뾰족한 치아를 가지고 있었고 앞쪽을 향해 번들거리는 치아를 가지고 있었지만 신푸사우루스의 치아는 전반적으로 더 크고 튼튼했다. 이는 콩카비스피나가 물고기나 해파리 등으로 비교적 몸이 부드러운 동물을 먹였다는 가설을 뒷받침하는 반면 신푸사우르스는 껍질로 더 단단한 먹이를 먹었을 것이라는 가설을 뒷받침할 수도 있다. 그러나 콩카비스피나의 최대 치아는 키보다 넓으며 연체동물과 같은 두꺼운 껍질을 가진 동물을 전문으로 하는 '파쇄' 길드(Globidens, 현대 해마 등)에서 해양 포식자의 이빨과 비례적으로 비슷하다. 신푸사우루스의 치아는 일반적으로 너비보다 키가 크며 갑각류와 물고기를 선호하지만 부드러운 먹이를 피하기 위해 전문화되지 않은 길드 해양 포식자(탈라토수치안, 일부 큰 어룡 등)와 유사하다. 샤오와 포메이션은 탈라토룡과 크리노이드 무척추동물의 수백 개의 화석이 있는 라거스테트다. 콩카비스피나 바이세리덴스는 안순사우루스 황구오슈엔시스, 미오덴토사우루스 브레비스, 신푸사우루스 수니, 신푸사우루스 바오롤린엔시스, 신푸사우루스 코이 등 많은 다른 탈라토사우루스 종들과 함께 서식하여 샤오와 형성의 탈라토사우나우나우나를 세계에서 가장 다양한 종으로 만들었다.

## 생존시기와 서식지와 화석의 발견
콩카비스피나가 생존했던 시기는 중생대의 트라이아스기 후기로서 지금으로부터 2억년전~1억 8000만년전에 생존했었던 종이다. 생존했었던 시기에는 중국을 중심으로 하는 동남아시아의 서부 태평양과 인도양에서 주로 서식했었던 기룡이다. 화석의 발견은 2013년에 중국의 트라이아스기에 형성된 지층에서 중국의 고생물학자들에 의하여 처음으로 화석이 발견되어 새롭게 몀명된 종이다.

## 같이 보기
- 파충류
- 중생대
- 트라이아스기
- 기룡
- 화석